# Fontenay-lès-Briis
Pour les articles homonymes, voir Fontenay.
Fontenay-lès-Briis (prononcé [fɔ̃t̪ǝnɛ lɛ bʁis] ) est une commune française située à trente kilomètres au sud-ouest de Paris dans le département de l'Essonne en région Île-de-France.
Ses habitants sont appelés les Fontenaysiens.

## Géographie

### Situation
Fontenay-lès-Briis est située à trente kilomètres au sud-ouest de Paris-Notre-Dame, point zéro des routes de France, vingt-et-un kilomètres au sud-ouest d'Évry, douze kilomètres au sud-ouest de Palaiseau, huit kilomètres au nord-ouest d'Arpajon, neuf kilomètres au sud-ouest de Montlhéry, quinze kilomètres au nord-est de Dourdan, vingt kilomètres au nord-ouest de La Ferté-Alais, vingt-et-un kilomètres au nord d'Étampes, vingt-trois kilomètres à l'ouest de Corbeil-Essonnes, trente-trois kilomètres au nord-ouest de Milly-la-Forêt.

### Hydrographie
La commune est arrosée par la Charmoise. Le parc du château, ainsi que le domaine de Soucy, disposent d'un étang. Celui du domaine de Soucy est aménagé et ouvert au public.

### Relief et géologie
Le point le plus bas de la commune est situé à cinquante-neuf mètres d'altitude et le point culminant à cent soixante-dix mètres.

### Communes limitrophes
| Briis-sous-Forges                            | Janvry             | Marcoussis         |
|                                              | Fontenay-lès-Briis |                    |
| Courson-Monteloup Saint-Maurice-Montcouronne |                    | Bruyères-le-Châtel |

### Voies de communication et transports
La commune est desservie par les lignes 06, 39.05, 39.14, 39.15, 39.28 et 39.30 du réseau de bus Centre et Sud Yvelines.

### Lieux-dits, écarts et quartiers
La commune comporte onze hameaux :
- Le Bourg
- Soucy
- Bel-Air
- Quincampoix
- La Roncière
- Arpenty
- La Charmoise
- La Soulodière
- Verville
- La Vallée Violette
- Bligny

Tous les deux ans, ces hameaux s'affrontent à l'occasion de la "Fête du Village" de Fontenay-lès-Briis, organisée sur une journée. Les Fontenaysiens participent à des jeux, aussi bien sportifs que culturels. L'équipe qui a remporté le plus de points sur l'ensemble de ces activités est désignée vainqueur de l'édition. Le palmarès est le suivant :
| Année | Vainqueur                          | Lieu               |
| ----- | ---------------------------------- | ------------------ |
| 2003  | Arpenty/La Charmoise/La Soulodière | Bel-Air            |
| 2005  | Soucy                              | Soucy              |
| 2007  | Soucy                              | Soucy              |
| 2009  | Soucy                              | La Vallée Violette |
| 2011  | Bel-Air/Quincampoix                | Le Bourg           |

### Climat
Pour des articles plus généraux, voir Climat de l'Île-de-France et Climat de l'Essonne.
En 2010, le climat de la commune est de type climat océanique dégradé des plaines du Centre et du Nord, selon une étude du CNRS s'appuyant sur une série de données couvrant la période 1971-2000. En 2020, Météo-France publie une typologie des climats de la France métropolitaine dans laquelle la commune est exposée à un climat océanique altéré et est dans la région climatique Sud-ouest du bassin Parisien, caractérisée par une faible pluviométrie, notamment au printemps (120 à 150 mm) et un hiver froid (3,5 °C). 
Pour la période 1971-2000, la température annuelle moyenne est de 11,1 °C, avec une amplitude thermique annuelle de 15,1 °C. Le cumul annuel moyen de précipitations est de 665 mm, avec 10,9 jours de précipitations en janvier et 7,6 jours en juillet. Pour la période 1991-2020, la température moyenne annuelle observée sur la station météorologique installée sur la commune est de 11,6 °C et le cumul annuel moyen de précipitations est de 696,0 mm,. Pour l'avenir, les paramètres climatiques de la commune estimés pour 2050 selon différents scénarios d'émission de gaz à effet de serre sont consultables sur un site dédié publié par Météo-France en novembre 2022.
| Mois                                  | jan.           | fév.           | mars           | avril         | mai             | juin          | jui.          | août           | sep.           | oct.          | nov.             | déc.             | année     |
| ------------------------------------- | -------------- | -------------- | -------------- | ------------- | --------------- | ------------- | ------------- | -------------- | -------------- | ------------- | ---------------- | ---------------- | --------- |
| Température minimale moyenne (°C)     | 1,5            | 1,2            | 3,1            | 5             | 8,6             | 11,6          | 13,4          | 13,2           | 10,2           | 7,7           | 4,4              | 2,1              | 6,8       |
| Température moyenne (°C)              | 4,4            | 4,9            | 7,9            | 10,7          | 14,3            | 17,5          | 19,8          | 19,6           | 16             | 12,1          | 7,6              | 4,8              | 11,6      |
| Température maximale moyenne (°C)     | 7,3            | 8,5            | 12,6           | 16,3          | 20,1            | 23,5          | 26,1          | 26             | 21,8           | 16,6          | 10,9             | 7,6              | 16,4      |
| Record de froid (°C) date du record   | −18 17.01.1985 | −13,5 07.02.12 | −10,8 01.03.05 | −6 06.04.21   | −1,5 06.05.19   | 1,1 01.06.06  | 2 02.07.1966  | 3,7 30.08.1964 | 0,5 17.09.1971 | −4,1 21.10.10 | −10,4 24.11.1998 | −16,5 29.12.1964 | −18 1985  |
| Record de chaleur (°C) date du record | 16,5 27.01.03  | 20,7 27.02.19  | 24,9 31.03.21  | 29,2 20.04.18 | 32,5 25.05.1989 | 37,5 21.06.17 | 42,5 25.07.19 | 40,2 12.08.03  | 34,8 15.09.20  | 30 01.10.1985 | 21,5 07.11.15    | 17,3 07.12.00    | 42,5 2019 |
| Précipitations (mm)                   | 54,2           | 48,6           | 50,4           | 47,5          | 69              | 58            | 61,1          | 62,6           | 50,9           | 61,2          | 61,2             | 71,3             | 696       |

## Urbanisme

### Typologie
Au 1er janvier 2024, Fontenay-lès-Briis est catégorisée ceinture urbaine, selon la nouvelle grille communale de densité à sept niveaux définie par l'Insee en 2022.
Elle est située hors unité urbaine. Par ailleurs la commune fait partie de l'aire d'attraction de Paris, dont elle est une commune de la couronne,. Cette aire regroupe 1 929 communes,.

### Occupation des solssimplifiée
Le territoire de la commune se compose en 2017 de 83,95 % d'espaces agricoles, forestiers et naturels, 7,2 % d'espaces ouverts artificialisés et 8,84 % d'espaces construits artificialisés.

## Toponymie
Fontanetum ou Funtaneto en 670 et Funtanidus, Fontanetum ad Brias, Fontenoy-sous-Forges.
L'origine du nom de la commune provient de la présence de sources.
La commune fut créée en 1793 sous le nom de Fontenay les Briis, l'orthographe actuelle fut introduite en 1801 par le Bulletin des lois.

## Histoire
Au Moyen Âge, Fontenay, qui faisait partie des terres et dépendances du monastère de Bruyères-le-Châtel devient un fief indépendant des communes voisines (sous Charles le Chauve).
1561 : Pierre de Ficte, commis du trésorier de l'Épargne Jehan de Baillon (seigneur de Janvry), fait échange de rente pour acquérir le fief terre et seigneurie de Soussy. Voir lien externe Chronique du Vieux Marcoussy.*
1581, Ambroise Paré marie sa fille Catherine à François Rousselet, fils de feu Jacques Rousselet et de Marie Boullais, cette dernière apporte la ferme et métairie de Quincampoix sise en la paroisse de Fontenay-les-Briis. Suite : voir lien externe Chronique du Vieux Marcoussy.
1789 : la commune est officiellement créée, sous la Révolution française le 8 septembre, sans le domaine de Soucy. Le rattachement se fait en 1799.
1828 : vente de la ferme de Bel air dite l'Auberge.

## Politique et administration

### Politique locale
La commune de Fontenay-lès-Briis est rattachée au canton de Dourdan, à l'arrondissement de Palaiseau et à la quatrième circonscription de l'Essonne.

### Liste des maires
| Période                                  | Période                       | Identité             | Étiquette            | Qualité |
| ---------------------------------------- | ----------------------------- | -------------------- | -------------------- | --- |
| Les données manquantes sont à compléter. |                               |                      |                      | |
| Maire en 1967, 1978 et 1982              | ?                             | Georges Dortet       | FGDS (Rad.) puis MRG | Directeur d'école honoraire Président du district de Limours [Quand ?] Officier des Palmes académiques, chevalier de la Légion d'honneur                                           |
| octobre 1996                             | mai 2020                      | Léopold Le Compagnon | DVD                  | Ingénieur retraité 6e vice-président de la CC du Pays de Limours (? → 2020) |
| mai 2020                                 | En cours (au 19 janvier 2021) | Thierry Degivry      | DVD                  | Cadre dans une entreprise de logistique, ancien 1er adjoint 8e vice-président de la CC du Pays de Limours (2020 → ) 2e vice-président du Syndicat des Eaux Ouest Essonne (2020 → ) |

### Tendances et résultats politiques
Élections présidentielles, résultats des deuxièmes tours :
- Élection présidentielle de 2002 : 87,18 % pour Jacques Chirac (RPR), 12,82 % pour Jean-Marie Le Pen (FN), 83,58 % de participation[35].
- Élection présidentielle de 2007 : 57,03 % pour Nicolas Sarkozy (UMP), 42,97 % pour Ségolène Royal (PS), 86,58 % de participation[36].
- Élection présidentielle de 2012 : 52,59 % pour Nicolas Sarkozy (UMP), 47,41 % pour François Hollande (PS), 84,42 % de participation[37].

Élections législatives, résultats des deuxièmes tours :
- Élections législatives de 2002 : 54,61 % pour Pierre-André Wiltzer (UMP), 45,39 % pour Marianne Louis (PS), 61,89 % de participation[38].
- Élections législatives de 2007 : 58,27 % pour Nathalie Kosciusko-Morizet (UMP), 41,73 % pour Olivier Thomas (PS), 58,15 % de participation[39].
- Élections législatives de 2012 : 51,39 % pour Nathalie Kosciusko-Morizet (UMP), 48,61 % pour Olivier Thomas (PS), 63,66 % de participation[40].

Élections européennes, résultats des deux meilleurs scores :
- Élections européennes de 2004 : 28,04 % pour Harlem Désir (PS), 13,91 % pour Patrick Gaubert (UMP), 41,78 % de participation[41].
- Élections européennes de 2009 : 27,01 % pour Michel Barnier (UMP), 19,89 % pour Daniel Cohn-Bendit (Les Verts), 43,52 % de participation[42].

Élections régionales, résultats des deux meilleurs scores :
- Élections régionales de 2004 : 55,21 % pour Jean-Paul Huchon (PS), 35,03 % pour Jean-François Copé (UMP), 68,69 % de participation[43].
- Élections régionales de 2010 : 55,01 % pour Jean-Paul Huchon (PS), 44,99 % pour Valérie Pécresse (UMP), 48,73 % de participation[44].

Élections cantonales, résultats des deuxièmes tours :
- Élections cantonales de 2001 : données manquantes.
- Élections cantonales de 2008 : 77,47 % pour Christian Schoettl (DVD) élu au premier tour, 16,59 % pour Mouna Mathari (PS), 54,60 % de participation[45].

Élections municipales, résultats des deuxièmes tours :
- Élections municipales de 2001 : données manquantes.
- Élections municipales de 2008 : 644 voix pour Graziella Marchand (?), 635 voix pour Yves Noël (?), 55,73 % de participation[46].

Référendums :
- Référendum de 2000 relatif au quinquennat présidentiel : 75,79 % pour le Oui, 24,21 % pour le Non, 28,96 % de participation[47].
- Référendum de 2005 relatif au traité établissant une Constitution pour l'Europe : 51,30 % pour le Oui, 48,70 % pour le Non, 74,31 % de participation[48].

## Population et société

### Démographie

#### Évolution démographique
L'évolution du nombre d'habitants est connue à travers les recensements de la population effectués dans la commune depuis 1793. Pour les communes de moins de 10 000 habitants, une enquête de recensement portant sur toute la population est réalisée tous les cinq ans, les populations de référence des années intermédiaires étant quant à elles estimées par interpolation ou extrapolation. Pour la commune, le premier recensement exhaustif entrant dans le cadre du nouveau dispositif a été réalisé en 2005.

En 2022, la commune comptait 2 322 habitants, en évolution de +11,85 % par rapport à 2016 (Essonne : +2,89 %, France hors Mayotte : +2,11 %).
| 1793 | 1800 | 1806 | 1821 | 1831 | 1836 | 1841 | 1846 | 1851 |
| ---- | ---- | ---- | ---- | ---- | ---- | ---- | ---- | ---- |
| 705  | 749  | 757  | 701  | 679  | 596  | 604  | 603  | 623  |

| 1856 | 1861 | 1866 | 1872 | 1876 | 1881 | 1886 | 1891 | 1896 |
| ---- | ---- | ---- | ---- | ---- | ---- | ---- | ---- | ---- |
| 606  | 584  | 627  | 598  | 622  | 574  | 581  | 553  | 546  |

| 1901 | 1906 | 1911 | 1921 | 1926 | 1931 | 1936 | 1946  | 1954  |
| ---- | ---- | ---- | ---- | ---- | ---- | ---- | ----- | ----- |
| 566  | 582  | 719  | 922  | 846  | 988  | 997  | 1 120 | 1 120 |

| 1962 | 1968 | 1975  | 1982  | 1990  | 1999  | 2005  | 2006  | 2010  |
| ---- | ---- | ----- | ----- | ----- | ----- | ----- | ----- | ----- |
| 847  | 929  | 1 168 | 1 204 | 1 567 | 1 707 | 1 727 | 1 713 | 1 882 |

| 2015  | 2020  | 2022  | - | - | - | - | - | - |
| ----- | ----- | ----- | - | - | - | - | - | - |
| 2 022 | 2 281 | 2 322 | - | - | - | - | - | - |

#### Pyramide des âges
En 2018, le taux de personnes d'un âge inférieur à 30 ans s'élève à 38,5 %, soit en dessous de la moyenne départementale (39,9 %). De même, le taux de personnes d'âge supérieur à 60 ans est de 18,0 % la même année, alors qu'il est de 20,1 % au niveau départemental.
En 2018, la commune comptait 1 076 hommes pour 1 108 femmes, soit un taux de 50,73 % de femmes, légèrement inférieur au taux départemental (51,02 %).
Les pyramides des âges de la commune et du département s'établissent comme suit.
| Hommes | Classe d’âge | Femmes |
| ------ | ------------ | ------ |
| 0,0    | 90 ou +      | 0,5    |
| 3,1    | 75-89 ans    | 4,2    |
| 14,6   | 60-74 ans    | 13,6   |
| 21,8   | 45-59 ans    | 22,6   |
| 22,0   | 30-44 ans    | 20,6   |
| 16,6   | 15-29 ans    | 16,1   |
| 22,0   | 0-14 ans     | 22,4   |

| Hommes | Classe d’âge | Femmes |
| ------ | ------------ | ------ |
| 0,5    | 90 ou +      | 1,4    |
| 5,4    | 75-89 ans    | 7,2    |
| 12,9   | 60-74 ans    | 13,9   |
| 20     | 45-59 ans    | 19,4   |
| 19,9   | 30-44 ans    | 20,1   |
| 20     | 15-29 ans    | 18,2   |
| 21,3   | 0-14 ans     | 19,8   |

### Enseignement
Les élèves de Fontenay-lès-Briis sont rattachés à l'académie de Versailles. Elle dispose sur son territoire de l'école primaire Georges Dortet.

### Santé

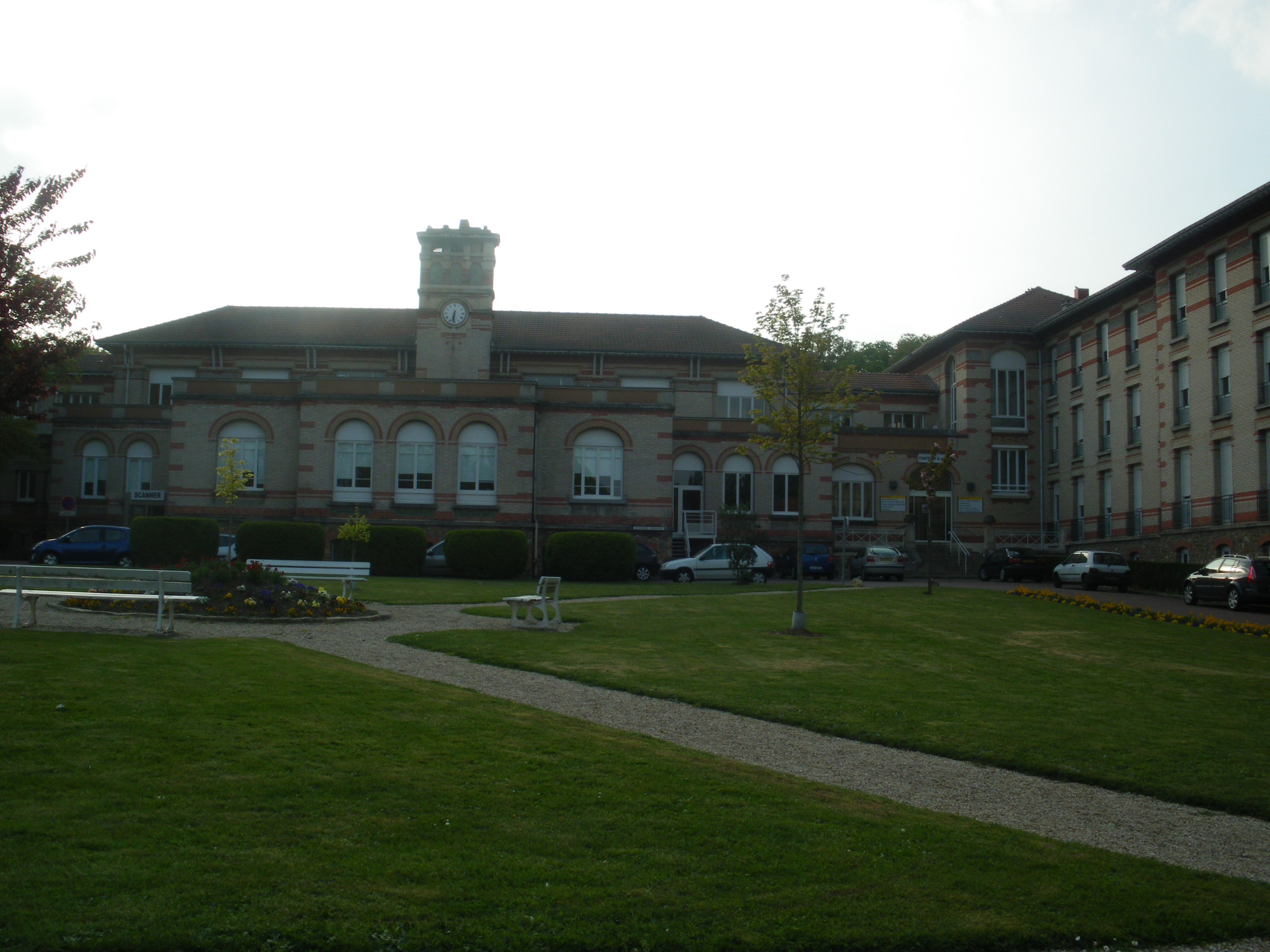
Le centre médical de Bligny.

- Fontenay-les-Briis dispose d'un centre médical[55] : le domaine de Bligny devient la propriété de la "Société des sanatoriums populaires pour les tuberculeux adultes de Paris" en 1900. La loi sur les associations de 1901 permet à cette société de transformer ses statuts en association, et est reconnue d'utilité publique en 1902. Dans le même temps les travaux de constructions démarrent, jusqu'à l'accueil des premiers malades en 1903. Avec l'aide des religieuses de la congrégation des sœurs de Saint-Joseph de Cluny, pendant près de 80 ans, l'établissement accueillera jusqu'à 600 malades.

En 1977, la tuberculose étant maîtrisée, l'association devient centre médico-chirurgical de Bligny, pour participer au service public hospitalier. Domaines médicaux traités de nos jours :
- Cardiologie
- Diabétologie
- Pneumologie
- Hématologie-oncologie
- Médecine et maladies Infectieuses

### Services publics
- Mairie
- MJC Les Granges
- Bibliothèque médiathèque Serge-Reggiani

### Culture

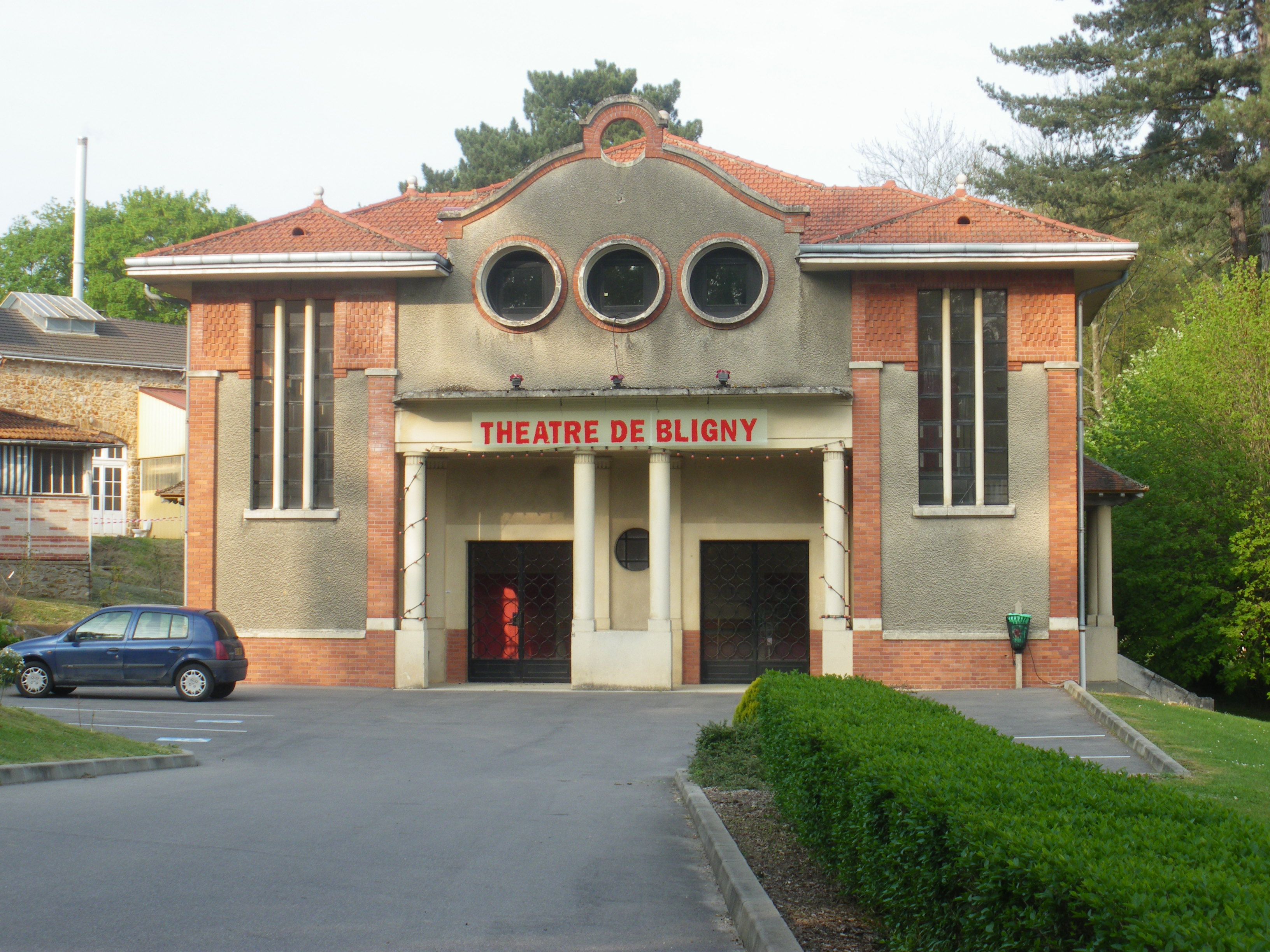
Le théâtre de Bligny.

Au sein du parc du centre médical de Bligny, la commune dispose d'un théâtre.

### Sports
Le Hockey Club du Trèfle est le premier club de hockey sur gazon créé en Essonne. Les poussines (filles de moins de 10 ans) sont championnes Île-de-France pour les saisons 2007/2008 et 2010/2011[réf. nécessaire]. Depuis la saison 2011-2012, une section "adultes", pratiquant le hockey en salle a été créée.

### Lieux de culte

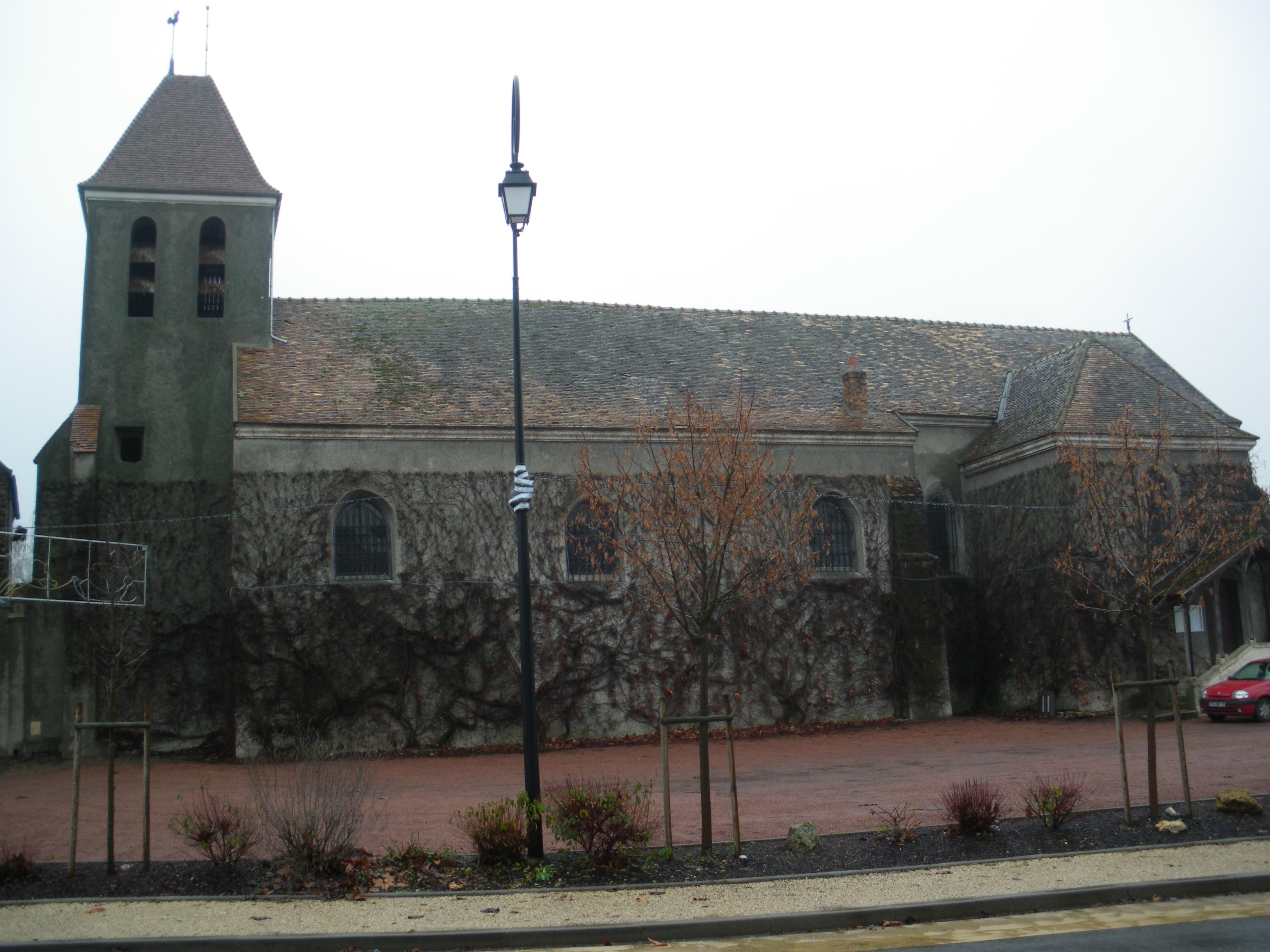
L'église Saint-Martin.

La paroisse catholique de Fontenay-lès-Briis est rattachée au secteur pastoral de Limours et au diocèse d'Évry-Corbeil-Essonnes. Elle dispose de l'église Saint-Martin.

### Médias
L'hebdomadaire Le Républicain relate les informations locales. La commune est en outre dans le bassin d'émission des chaînes de télévision France 3 Paris Île-de-France Centre, IDF1 et Téléssonne intégré à Télif.

## Économie

### Emplois, revenus et niveau de vie en 2006
En 2006, le revenu fiscal médian par ménage était de 25 413 €, ce qui plaçait la commune au 366e rang parmi les 30 687 communes de plus de cinquante ménages que compte le pays et au trente-deuxième rang départemental.
| Répartition des emplois par catégories socioprofessionnelles en 2006. |              |                                           |                                                   |                            |                          |                           |
|                                                                       | Agriculteurs | Artisans, commerçants, chefs d’entreprise | Cadres et professions intellectuelles supérieures | Professions intermédiaires | Employés                 | Ouvriers                  |
| Fontenay-lès-Briis                                                    | -            | -                                         | -                                                 | -                          | -                        | -                         |
| Zone d’emploi d’Orsay                                                 | 0,2 %        | 3,7 %                                     | 36,2 %                                            | 26,2 %                     | 21,4 %                   | 12,3 %                    |
| Moyenne nationale                                                     | 2,2 %        | 6,0 %                                     | 15,4 %                                            | 24,6 %                     | 28,7 %                   | 23,2 %                    |
| Répartition des emplois par secteurs d’activités en 2006.             |              |                                           |                                                   |                            |                          |                           |
|                                                                       | Agriculture  | Industrie                                 | Construction                                      | Commerce                   | Services aux entreprises | Services aux particuliers |
| Fontenay-lès-Briis                                                    | -            | -                                         | -                                                 | -                          | -                        | -                         |
| Zone d’emploi d’Orsay                                                 | 1,0 %        | 13,4 %                                    | 3,8 %                                             | 18,1 %                     | 30,5 %                   | 5,4 %                     |
| Moyenne nationale                                                     | 3,5 %        | 15,2 %                                    | 6,4 %                                             | 13,3 %                     | 13,3 %                   | 7,6 %                     |
| Sources : Insee,                                                      |              |                                           |                                                   |                            |                          |                           |

## Culture locale et patrimoine

### Patrimoine environnemental
Les bois communaux et une partie des champs ont été recensés au titre des espaces naturels sensibles par le conseil départemental de l'Essonne.
Le territoire communal est pour partie couvert par la forêt de la Roche Turpin et le bois du domaine de Soucy.

### Patrimoine architectural
- Le domaine de Soucy (un des lieux-dits de la commune).

Mentionné depuis le XIIIe siècle, et comptait un premier château au XVIIe siècle. Celui-ci fut détruit vers 1843 et reconstruit vers 1862 par M. Mignon. Le domaine est acheté en 1905 par Charles Ferdinand Dreyfus, qui y fonde en 1919 une ferme d'apprentissage agricole. Abandonné à la mort de celui-ci, le château fut rasé en 1968. Seuls subsistent aujourd'hui la chapelle Saint-Éloi, les communs et le parc, propriété de la communauté de communes du pays de Limours. Le parc est libre d'accès au public, les bâtiments servent de locaux au centre de loisirs.
- Château du village.

Construit par la famille Signac (famille présente dans la commune sous la Renaissance), il est restauré, dans les années 1850, par Edouard-James Thayer. Plusieurs changements de propriétaires jalonnent l'histoire du lieu, qui appartient aujourd'hui au syndicat CGT, par sa section du personnel de la RATP. Le château est donc depuis 1937 le centre de loisirs du personnel de la régie des transports parisiens.

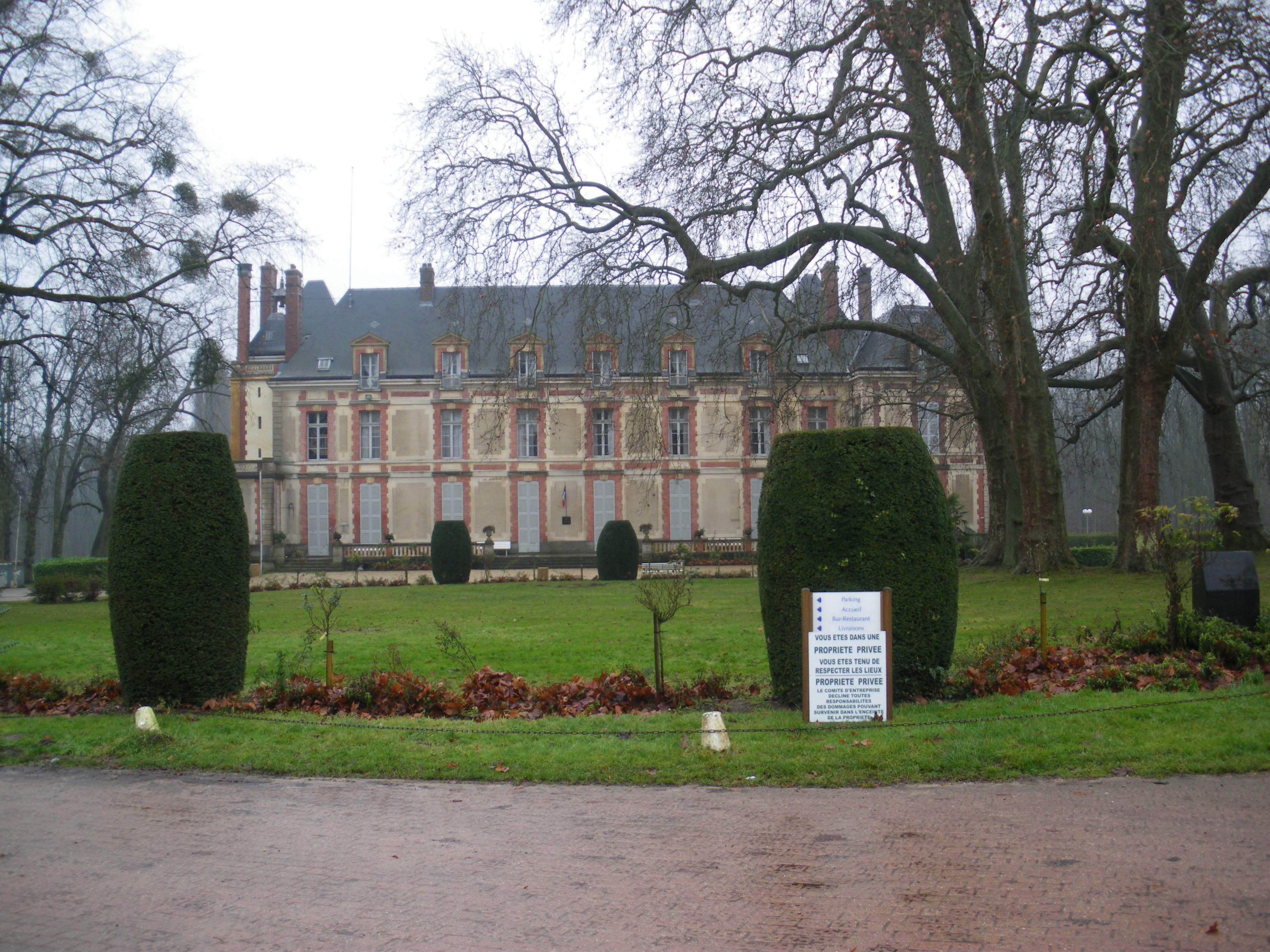
Château de Fontenay.
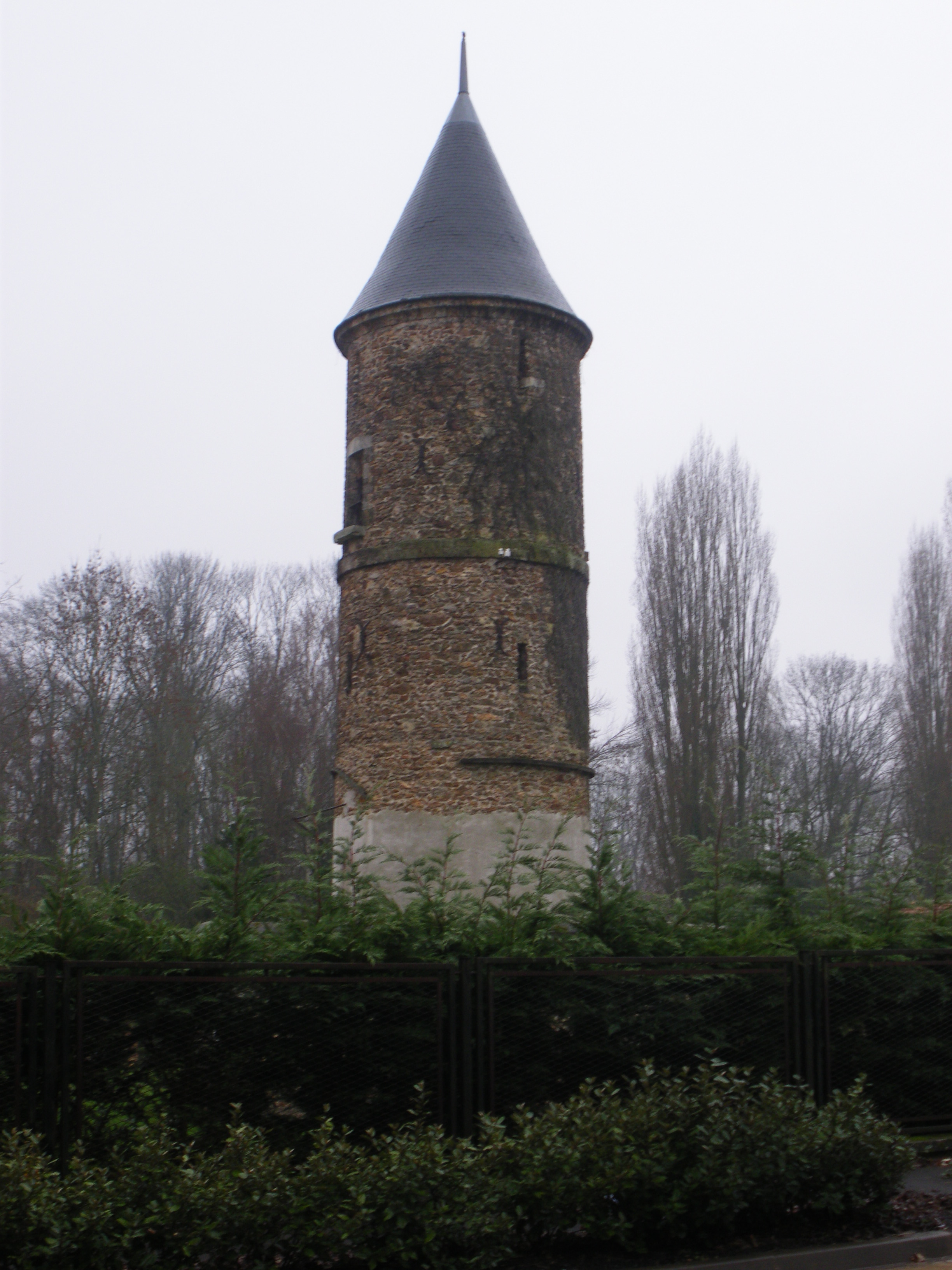
Colombier.
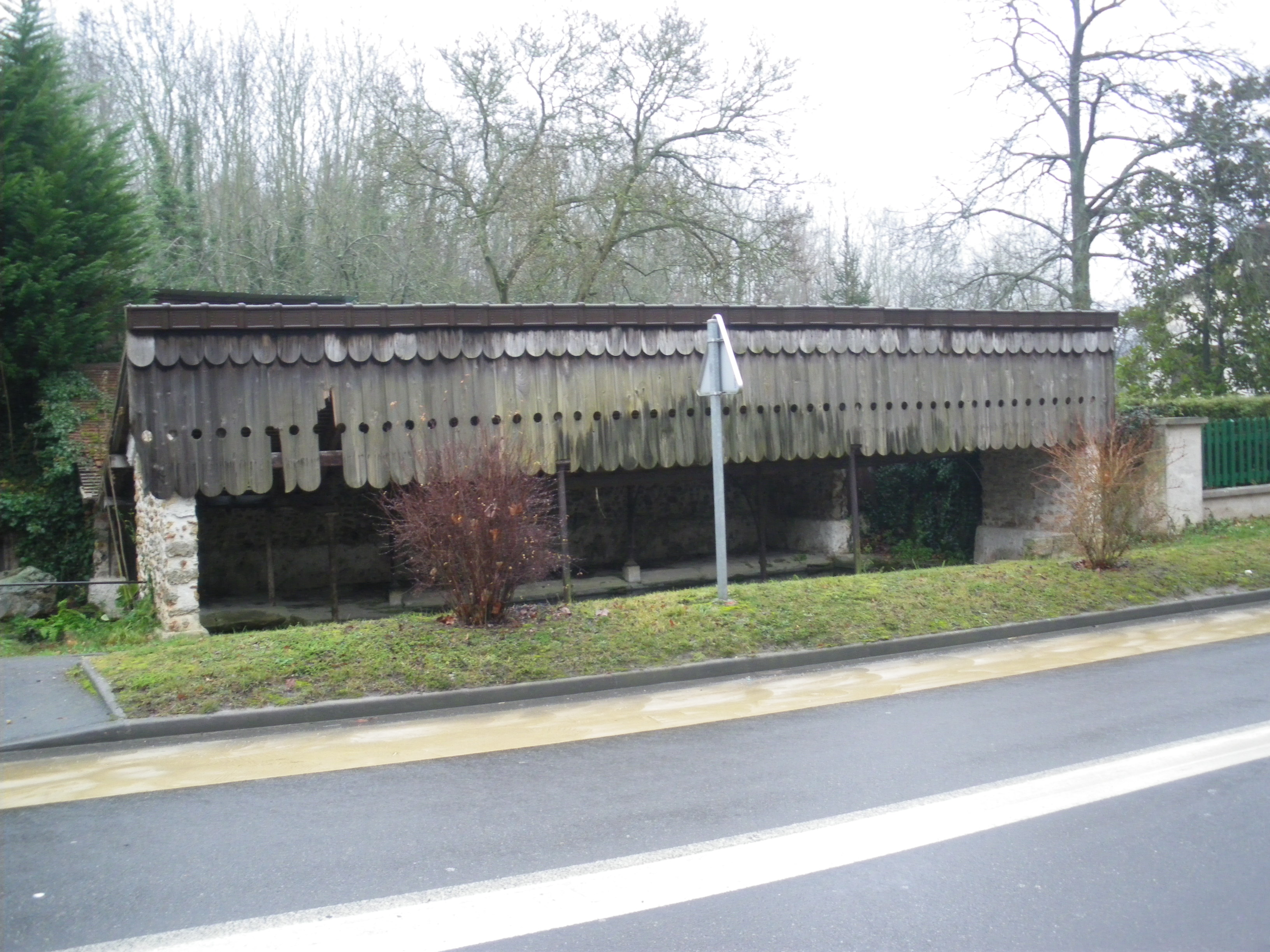
Lavoir.
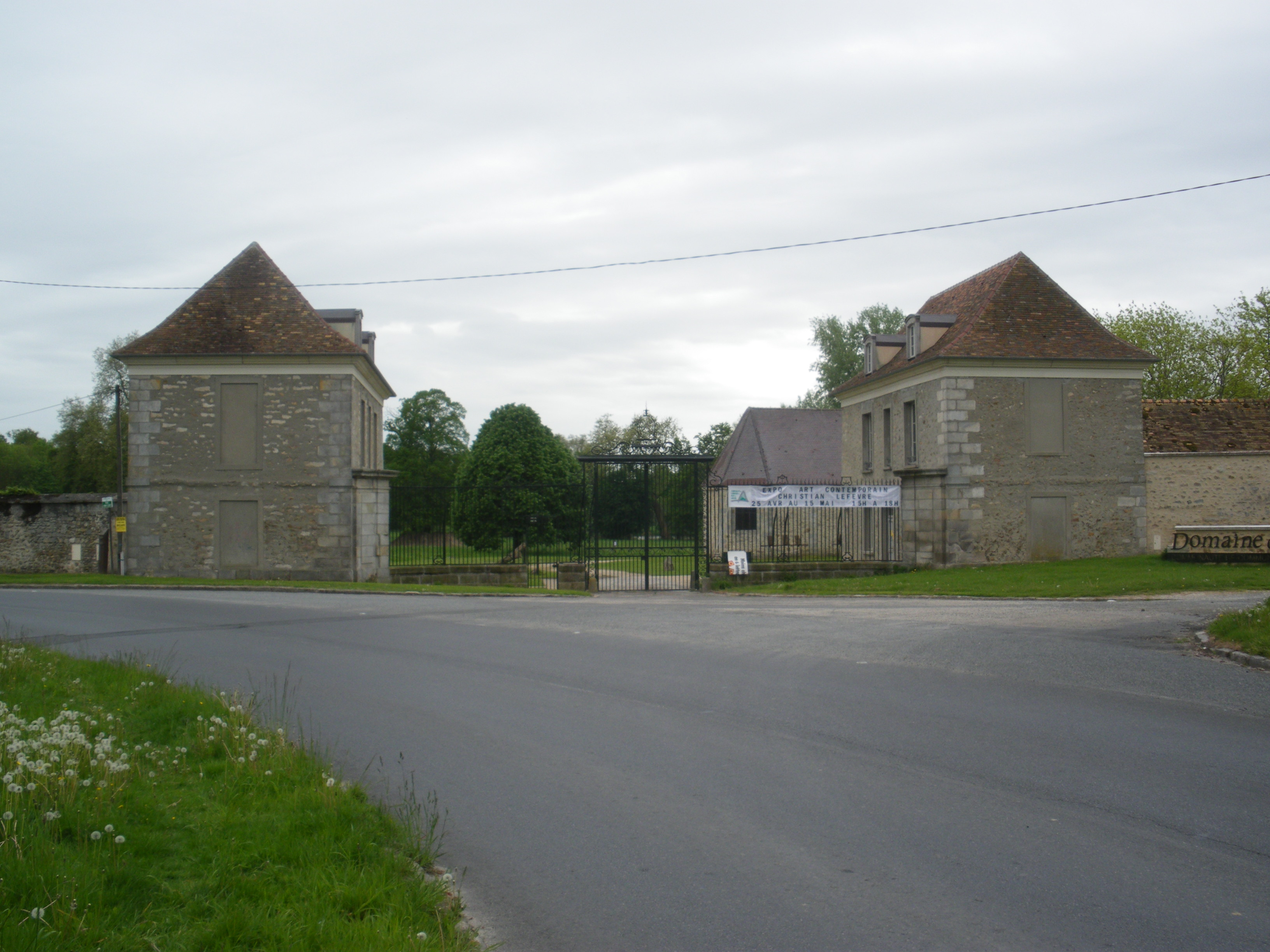
Entrée du domaine de Soucy.
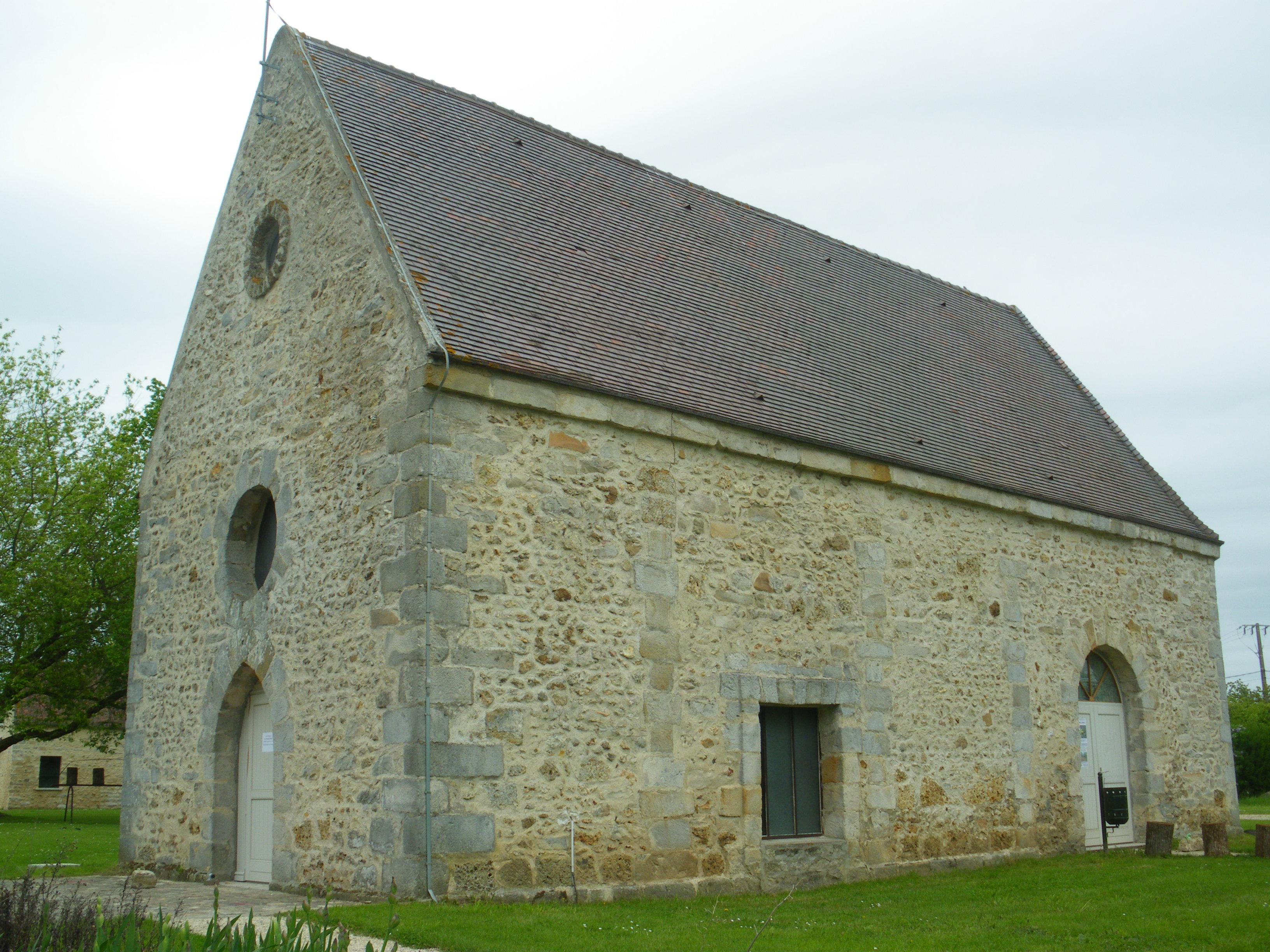
Chapelle du domaine de Soucy.

### Personnalités liées à la commune
- André Haudry (1688-1769), fermier général, en était le seigneur.
- Edouard-James Thayer (1802-1859), haut fonctionnaire et homme politique français d'origine américaine y mourut.
- Jean Orieux (1907-1990), écrivain, y mourut.
- François Tuefferd (1912-1996), photographe et photojournaliste, y mourut.
- Hubert Delange (1914-2003), mathématicien, y est mort.
- Jean Pillard (1914-1989), résistant, Compagnon de la Libération, y mourut.
- Janine Darcey (1917-1993), actrice y mourut.
- Michel Rivgauche (1923-2005), parolier, auteur de La Foule, y mourut.
- Fernand Berset (1931-2011), écrivain et comédien y mourut.
- Gérard Rinaldi (1942-2012), chanteur, musicien, acteur y mourut.